# Pselaphodes daii
Pselaphodes daii – gatunek chrząszcza z rodziny kusakowatych i podrodziny marników. Występuje endemicznie w Chinach.

## Taksonomia
Gatunek ten opisali po raz pierwszy w 2013 roku Yin Ziwei i Peter Hlaváč na łamach ZooKeys. Jako miejsce typowe wskazano przełęcz w masywie Erlang Shanu koło Ludingu w chińskiej prowincji Syczuan. Epitet gatunkowy nadano na cześć Dai Congchao, który odłowił holotyp. Holotyp zdeponowano w Zbiorze Owadów Shanghai Shifan Daxue.
Gatunek zalicza się w obrębie rodzaju do grupy gatunków Pselaphodes tianmuensis, obejmującej również Pselaphodes anhuianus, Pselaphodes hainanensis, Pselaphodes kuankuoshuiensis, Pselaphodes longilobus, Pselaphodes tianmuensis, Pselaphodes tiantongensis, Pselaphodes wrasei, Pselaphodes yunnanicus.

## Morfologia
Chrząszcz ten osiąga od 3,5 do 4,43 mm długości i od 1,33 do 1,41 mm szerokości ciała. Ubarwienie ma rudobrązowe. Głowa jest dłuższa niż szeroka, o bocznie zaokrąglonych zapoliczkach. Oczy złożone buduje u samca około 30, a u samicy około 25 omatidiów. Czułki buduje jedenaście członów, z których trzy ostatnie są powiększone, a u samca ponadto człon dziewiąty jest zmodyfikowany. Przedplecze jest nieco dłuższe niż szerokie, o okrągławo rozszerzonych krawędziach przednio-bocznych. Pokrywy są szersze niż dłuższe. Zapiersie u samców (metawentryt) ma długie, zwężone i u szczytu zaostrzone wyrostki. Odnóża przedniej pary mają uzbrojone kolcami brzuszne brzegi krętarzy i ud oraz drobną ostrogę na szczycie goleni. Odnóża środkowej pary mają małe kolce na spodach krętarzy oraz niezmodyfikowane uda. Biodra, krętarze i uda tylnej pary odnóży również pozbawione są modyfikacji. Odwłok jest szeroki na przedzie i zwęża się ku tyłowi. Genitalia samca mają środkowy płat edeagusa asymetryczny, krótki i na szczycie ścięty.

## Ekologia i występowanie
Owad ten jest endemitem południowo-zachodniej części Chin, znanym z gór Erlang Shan i Gongga Shan oraz rezerwatu przyrody Hailuogou w prowincji Syczuan. Spotykany był na rzędnych od 2200 do 3620 m n.p.m. Zasiedla ściółkę i mchy w lasach mieszanych.